# Tirumala
Tirumala es un género de lepidópteros perteneciente a la familia Nymphalidae. Se encuentran en  África, Asia y Australia. Algunas especies son migratorias (Tirumala septentrionis, Tirumala limniace) recorriendo hasta 350 o 400 km.

## Especies
- Tirumala formosa (Godman, 1880)
- Tirumala petiverana (Doubleday, [1847])
- Tirumala gautama (Moore, 1877)
- Tirumala euploeomorpha (Howarth, Kawazoé & Sibatani, 1976)
- Tirumala choaspes (Butler, 1866)
- Tirumala limniace Cramer, [1775])
- Tirumala septentrionis (Butler, 1874)
- Tirumala hamata (MacLeay, 1826)
- Tirumala ishmoides Moore, 1883
- Tirumala alba Chou & Gu, 1994